# Lake Powell
Lake Powell er en opdæmmet del af Coloradofloden i staterne Utah og Arizona skabt ved  bygningen af Glen Canyon Dam. Søen har navn efter opdagelsesrejsende John Wesley Powell.
Søen er et yndet udflugtsmål på grund af den særegne natur med de eroderede røde sandstensklipper.
36°56′10″N 111°29′03″V / 36.936111111111°N 111.48416666667°V